# Ulong
Ulong est une petite ville située dans la région de Mid North Coast en Nouvelle-Galles du Sud, en Australie.
Lors du recensement de 2006, Ulong comptait 131 habitants.
La ville se trouve à l'intérieur des terres à 36 km de Coffs Harbour. Malgré la courte distance, il faut 45 minutes pour relier les deux villes en traversant la forêt tropicale. Ulong se trouve sur le Dorrigo Plateau. Son climat est très différent de Coffs Harbour.
Autrefois plus importante que Coffs Harbour, la ville était un centre important de l'industrie du bois. Par ailleurs ces collines recelaient de l'or, et désormais la Georges Gold Mine est une attraction touristique. Ulong est sur la route de la rivière Nymboida.